# 黒谷友香
黒谷 友香（くろたに ともか、1975年〈昭和50年〉12月11日 - ）は、日本の女優、元ファッションモデル。
大阪府堺市北区出身。所属事務所はスペースクラフト。元雑誌『mc Sister』専属モデル。

## 略歴
大阪市内の高校に在学中の17歳のときに雑誌『mc Sister』の専属モデルオーディションに合格し、ファッションモデルとして活動を開始する。
大学の1年次の1995年、プロボクサー・辰吉丈一郎の自伝を基にしたドキュメンタリー映画『BOXER JOE』にオーディションを経てヒロイン役で出演し、モデル業から女優業に転身、女優の仕事を本格化するため上京する。
1996年、チョーヤ梅酒の「さらりとした梅酒」のCMに出演しCMソングも歌う。
1998年、『噂の!東京マガジン』（TBS）の司会を担当。
2006年、初主演映画『TANNKA 短歌』にて全裸濡れ場シーンに挑む。アメリカ・フロリダ州政府柑橘局により「グレープフルーツ大使」に任命。2008年まで3年連続で「グレープフルーツ大使」に任命された。
2022年6月、国土交通省の委嘱を受け、ペニンシュラ応援大使に就任した。

## 人物・エピソード
- 趣味は乗馬。休暇が取れれば、千葉県にある乗馬倶楽部で乗馬を楽しんでいる[8]。また、乗馬にヒントを得たダイエット方法を考案。2009年9月にエクササイズDVD「恋愛ボディ Whipness」を出している[9][10]。自身のファッションにも馬関係のアクセサリーを取り入れている[9]。
- 乗馬クラブのガーデンにさまざまな木や花、ハーブを植えている。ハーブは摘んでハーブティに使用し、花は花瓶に活けたりドライフラワーにするなどしている。クリスマスの季節になるとクリスマスリースを作成することもある[11]。
- 高校時代にコピーバンドで活動した経験があり、ギターを担当していた。バンドでは、プリンセス プリンセスやドリカムの楽曲を演奏していた[4]。
- 故郷の堺市から「堺親善大使」を委嘱されている[11]。

## 出演

### テレビ

#### ドラマ
- 沙粧妙子-最後の事件-（1995年、フジテレビ） - 沙粧美代子 役
- 変[HEN]（1996年・テレビ朝日） - 滝川美優 役
- 透明人間（1996年、日本テレビ） - 倉沢清美 役
- ドラマ新銀河・ようこそ青春金物店（1996年、NHK総合）- 稲永悦子 役
- はみだし刑事情熱系パート1 - 2（1996年 - 1998年、テレビ朝日） - 麻生たまき巡査 役
- ウイークエンドドラマ いとしの未来ちゃん 第8話「ひまわり I GIRASOLI」（1997年、テレビ朝日）
- 木曜劇場 ミセスシンデレラ（1997年、フジテレビ） - 吉井由佳 役
- 土曜ワイド劇場 西村京太郎トラベルミステリー（1997年、テレビ朝日） - 小谷ゆう子 役
- ラブジェネレーション 最終回「この恋のために、生まれてきた」（1997年、フジテレビ） - ゲスト
- 心療内科医・涼子（1997年、日本テレビ） - 川村杏奈 役
- せつない「カミング・ホーム」（1998年、テレビ朝日） - 主演
- 外科医・夏目三四郎（1998年、テレビ朝日） - 小谷美衣 役
- 金曜エンタテイメント スチュワーデス刑事（1999年、フジテレビ） - 日向理恵子 役
- ズッコケ三人組（1999年、NHK教育） - 若林雪子役
- 金曜日の恋人たちへ（2000年、TBS） - 宮田瞳 役
- 愛をください（2000年、フジテレビ） - 木場静江 役
- ストレートニュース（2000年、日本テレビ） - 黒崎はるか 役
- 永遠の仔（2000年、日本テレビ） - 真木広美 役[12]
- ビッグウイング（2001年、TBS） - 沢田美樹 役
- 非婚家族（2001年、フジテレビ） - 野口セリナ 役
- 昔の男（2001年、TBS） - 伊藤沙多子 役
- 天国への階段（2002年、日本テレビ） - 杉田由香利 役
- ドレミソラ（2002年、TBS） - 主演・安西美空 役
- 赤ちゃんをさがせ（2003年、NHK総合） - 加々見五月 役
- 怪談新耳袋 第77話「百物語の取材」（2003年、BS-i） - 主演
- 恋する日曜日「STILL I'M IN LOVE WITH YOU」（2003年、BS-i） - 主演
- ホットマン（2003年、TBS） - 坂本雪水 役
- ホットマン2（2004年、TBS） - 坂本雪水 役
- 愛し君へ（2004年、フジテレビ） - 高泉諒子 役
- 小悪魔な女になる方法（2005年、関西テレビ） - 溝口ホタル 役
- 生物彗星WoO（2006年、BS hi） - 葛城シオン 役
- 特命!刑事どん亀（2006年、TBS） - 速水真理 役
- 新幹線ガール（2007年7月4日、日本テレビ） - 佐野翠 役
- ホタルノヒカリ（2007年、日本テレビ） - 深雪 役
- 美ら海からの年賀状（2007年12月、フジテレビ） - 菅原麗子 役
- 徳川風雲録 八代将軍吉宗（2008年、テレビ東京系列） - 絵島 役
- 土曜ドラマ『フルスイング』（2008年1月19日 - 2月23日、NHK） - 阿部佐和子 役
- 土曜時代劇『鞍馬天狗』 第3話（2008年1月31日、NHK総合） - お喜代 役
- 新・科捜研の女SP「真夜中の大爆発!狙われた京都サミット!!SPがSPを射殺!? 」（2008年3月13日、テレビ朝日） - 警備部SP・久保望 役
- 日本テレビ開局55周年記念スペシャルドラマ『東京大空襲』（2008年3月17日・18日、日本テレビ） - 梅沢千代子 役
- キミ犯人じゃないよね? 第1話「二重密室殺人の彼女」（2008年4月11日、テレビ朝日） - 市原ミキ 役
- ドラマ8 乙女のパンチ（2008年、NHK総合） - 森田夏子 役
- リセット 第7話（2009年2月26日、読売テレビ） - 　白井由美香 役
- 水曜ミステリー9　松本清張生誕100年 特別企画 黒の奔流（2009年3月4日、テレビ東京）
- ハンチョウ〜神南署安積班〜シリーズ（TBS） - 水野真帆 役
  - シリーズ1（2009年4月13日 - 7月20日）[13]
  - シリーズ2（2010年1月11日 - 3月22日）[14]
  - シリーズ3（2010年7月5日 - 9月20日）[15]
  - シリーズ4（2011年4月11日 - 6月27日）[16]
- 金曜プレステージ　平岩弓枝・作家50年記念「嫁の座」（2009年5月29日、フジテレビ） - 平井徳子 役
- ドラマスペシャル「ジロチョー 清水の次郎長維新伝」（2010年1月13日、テレビ東京） - お蝶 役
- 月曜ゴールデン　浅見光彦シリーズ29（2011年2月7日、TBS） - 菊池由紀 役
- 連続テレビ小説「カーネーション」（2011年 - 2012年、NHK総合） - サエ 役
- 深夜食堂2 最終話「ギョーザ」（2011年12月16日、毎日放送） - 村田桃子 役
- 特別ドキュメンタリードラマ・3.11 その日、石巻で何が起きたのか〜6枚の壁新聞（2012年3月6日、日本テレビ） - 秋山知絵 役
- プレミアムドラマ・これでいいのだ!!赤塚不二夫と二人の妻（2012年4月8日、NHK BSプレミアム） - 赤塚眞知子 役
- 市長はムコ殿（2012年5月 - 7月、BS朝日） - 秋吉真理 役
- 土曜ワイド劇場 アナザーフェイス〜刑事総務課・大友鉄〜（2012年5月26日、朝日放送） - 沢登有香 役
- 月曜ゴールデン　漬けモノ学者・竹之内春彦 京都殺人100選（2012年9月10日、TBS） - 辻本千里 役
- 金曜プレステージ　浅見光彦シリーズ46（2013年1月11日、フジテレビ） - 小内美由紀 役
- 土曜ワイド劇場 アナザーフェイス〜刑事総務課・大友鉄〜2（2013年4月20日、朝日放送） - 沢登有香 役
- 連続ドラマW 配達されたい私たち 第3話（2013年5月26日、WOWOW） - 加納笑子 役
- プレミアムよるドラマ ダブルトーン 〜2人のユミ〜（2013年6月 - 8月、NHK BSプレミアム） - 田村裕美 役[17]
- 刑事吉永誠一 涙の事件簿 第4話（2013年11月1日、テレビ東京） - 久保寺江梨子 役
- 土曜ワイド劇場特別企画 スペシャリスト2（2014年3月8日、テレビ朝日） - 芳野純香 役
- 警視庁捜査一課9係 season9 第1話（2014年7月9日、テレビ朝日） - 北原朱音 役
- 木曜時代劇 吉原裏同心 第6話（2014年7月31日、NHK総合） - 鞆世 役
- 土曜ワイド劇場 広域警察5（2014年10月25日、朝日放送） - 清水涼子 役
- 水曜ミステリー9 トカゲの女 警視庁特殊犯罪バイク班（2014年11月26日、テレビ東京） - 主演・井守響子 役
- 保育探偵25時〜花咲慎一郎は眠れない!!〜（2015年1月 - 3月、テレビ東京） - 佐々里理紗 役[18]
- 水曜ミステリー9「夏樹静子サスペンス　逆転弁護士ヤブハラ 証言拒否」（2015年2月18日、テレビ東京） - 朝吹里矢子 役
- 水曜ミステリー9 トカゲの女 警視庁特殊犯罪バイク班2（2015年8月12日、テレビ東京） - 主演・井守響子 役
- 土曜ワイド劇場 ドクター彦次郎 〜塀の中から来た名医（2015年10月3日、テレビ朝日系列） - 小川志乃 役
- 土曜ワイド劇場 警視庁捜査一課長〜ヒラから成り上がった最強の刑事!5（2015年10月17日、テレビ朝日） - 水越絹香 役
- 土曜ワイド劇場 臨場する女 捜査検事 雨音香（2016年1月23日、テレビ朝日） - 皆方明子 役
- 土曜プライム・土曜ワイド劇場 ドクター彦次郎2（2016年10月1日、テレビ朝日） - 小川志乃 役
- BS時代劇 子連れ信兵衛2（2016年11月 - 12月、NHK BSプレミアム） - 本郷美玖 役
- キャリア〜掟破りの警察署長〜 第7話（2016年11月20日、フジテレビ） - 寺岡朋世 役
- 水曜ミステリー9 トカゲの女 警視庁特殊犯罪バイク班3（2017年2月8日、テレビ東京） - 主演・井守響子 役
- 日曜ワイド ドクター彦次郎3（2017年8月20日、テレビ朝日） - 小川志乃 役
- 二夜連続ドラマスペシャル アガサ・クリスティ「パディントン発4時50分～寝台特急殺人事件～」 (2018年3月24日、テレビ朝日) - 木村麗子 役
- 日曜プライム 終着駅シリーズ33（2018年6月24日、テレビ朝日） - 北前彩音 役
- 絶対零度〜未然犯罪潜入捜査〜 第2話（2018年7月16日、フジテレビ） - 藤井早紀 役
- ハラスメントゲーム 第4話（2018年11月5日、テレビ東京） - 貴島秀美 役
- 警視庁強行犯係・樋口顕4（2018年12月14日、テレビ東京） - 牧田詠子 役
- 五代目三遊亭圓楽（2019年1月12日、BS日テレ） - 小池明美 役
- 家政夫のミタゾノ第3シリーズ第7話（2019年5月31日、テレビ朝日） - 黒部静子 役
- 西村京太郎トラベルミステリー72 十津川警部のラストラン（2020年7月26日、テレビ朝日） - 早瀬由美 役
- グレースの履歴（2023年3月19日 - 5月7日、NHK BS4K・BSプレミアム） - 藤木紗江 役[19]
- さすらい署長 風間昭平 スペシャル 富士山河口湖殺人事件（2023年4月24日、テレビ東京） - 西岡秀美 役[20]
- 波よ聞いてくれ 第6話（2023年5月26日、テレビ朝日） - 大祝香 役
- ギフテッド Season2（2023年10月14日 - 12月2日、WOWOW） - 烏森沙耶 役[21]
- 牙狼〈GARO〉ハガネを継ぐ者（2024年1月11日 - 3月28日、TOKYO MX・BS日テレ） - ムツギ 役[22]
- チェイサーゲーム W パワハラ上司は私の元カノ 第4話 - 最終話（2024年1月30日 - 2月27日、テレビ東京） - 呂麻美 役[23]
  - チェイサーゲームW2 美しき天女たち（2024年9月20日 - 11月8日、テレビ東京）[24]
- 潜入兄妹 特殊詐欺特命捜査官（2024年10月5日 - 12月14日、日本テレビ） - 白虎 役[25]
- 下山メシ 第1話・第7話（2024年11月15日・12月27日、テレビ東京） - 佐伯梢 役
- 弁護士 六角心平 京都殺人事件簿（2025年3月29日、BS日テレ） - 沢井涼子 役[26]
- 土ドラ ミッドナイト屋台〜ラ・ボンノォ〜 第1話（2025年4月12日、東海テレビ・フジテレビ） - 吉川美広 役[27]

#### バラエティ・情報番組
- @サプリッ!（2004年、日本テレビ）
- 黒谷友香の映画美人（シネマ・ビューティー）（読売テレビ、関西ローカル）

毎週金曜日22時54分〜金曜ロードショー終わりに映画を紹介。
- 史上空前!! 笑いの祭典 ザ・ドリームマッチ07（TBS） - 審査員
- 渋谷LIVE! ザ・プライムショー（2013年1月14日 - 3月18日、WOWOWプライム） - 月曜日担当キャスター[注 1]
- ザ・プライムショー（2013年4月4日 - 9月26日、WOWOWプライム） - 木曜日担当キャスター
- 黒谷友香、お庭つくります（2025年 - 、BS11）

#### 教育・教養番組
- テレビでフランス語（2011年3月30日 - 9月21日、2012年10月3日 - 2013年3月20日、NHK教育） - ナビゲーター
- 極める!「黒谷友香の庭園学」（2011年9月5日 - 9月26日、NHK教育） - 聞き手

#### ドキュメンタリー番組
- 古事記ガール〜日向路を旅する〜（2013年3月16日、NHK BSプレミアム） - ナビゲーター

#### 旅番組
- 地球の歩き方モナコ～フィレンツェ美の旅（2008年3月16日　朝日放送）

### インターネット配信ドラマ
- 眠れぬ真珠（2015年4月22日配信開始、dTV） - 主演・内田咲世子 役[28]

### 映画
- BOXER JOE（1995年） - ユウコ 役
- 勝手にしやがれ!! 英雄計画（1996年） - 玲子 役
- ユメノ銀河（1997年） - ツヤ子 役
- 渇きの街（1997年） - 田村真紀 役
- 天使の牙B.T.A.（2003年） - 河野明日香 役
- クイール（2003年） - 久保マスミ 役
- 魔界転生（2003年） - おひろ 役
- 忍 SHINOBI（2005年） - 陽炎 役
- インディアン・サマー（2005年） - 紺野千春 役
- TANNKA 短歌（2006年） - 主演・薫里 役
- まぼろしの邪馬台国（2008年）
- 三本木農業高校、馬術部（2008年） - 坂口康子 役
- ホームレス中学生（2008年） - 工藤夏美 役
- わたし出すわ（2009年） - 魚住サキ 役
- 手塚治虫のブッダ -赤い砂漠よ!美しく-（2011年） - マリッカ姫 役（声の出演）[29]
- 二流小説家 シリアリスト（2013年） - 今野純子 役
- 極道の妻たち Neo（2013年6月8日） - 鬼場琴音 役
- 謎解きはディナーのあとで （2013年）
- 利休にたずねよ （2013年） - 細川ガラシャ 役
- イン・ザ・ヒーロー（2014年9月6日）
- 夢二〜愛のとばしり（2016年7月30日） - たまき 役[30]
- RANMARU 神の舌を持つ男（2016年12月3日） - 湯川麗子 役
- Daughters（2020年9月18日） - 桜木智子 役[31]
- 祈り―幻に長崎を想う刻―（2021年8月20日） - 主演・忍 役（高島礼子とW主演）[32]
- 怪奇タクシー（2022年8月5日） - 片島陽子 役[33]
- ゴッドマザー〜コシノアヤコの生涯〜（2025年5月23日） - コシノヒロコ 役[34][35]

### 舞台
- 瓶詰の地獄〜いつまでもたえることなくともだちでいよう〜（1995年、地球ゴージャス） - 蜂子 役
- 熱海殺人事件・平壌から来た女刑事（2005年3月） - 水野朋子 役
- 熱海殺人事件・売春捜査官（2006年・2007年） - 木村伝兵衛 役
- 蒲田行進曲（2006年9月） - 小夏 役
- 青猫物語（2008年9月） - 宮下そら 役
- 眉山（2009年8月） - 河野咲子 役
- 吉本百年物語「焼け跡、青春手帖」（2012年9月） - 浪花千栄子 役

### ラジオ
- 土曜日やんなぁ?（朝日放送ラジオ）
- FMシアター　ラジオドラマ「今、瑠璃色の星で」（2024年8月3日〈予定〉、NHK-FM）[36]

### 吹き替え
- クローサー（2005年） - アンナ 役〈ジュリア・ロバーツ〉[37]

### CM
- ミスタードーナツ 「反省版お持ちカエルキャンペーン」（1994年）
- 三菱石油（現ENEOS、1995年）
- エルセーヌ（1995年 - 1996年）
- 小林製薬 「無香空間」（1995年 - 1996年）
- グンゼ 「SABRINA」（1995年 - 1996年）
- 資生堂 「センターイン」（現在、ブランド製品はユニチャームに譲渡）
- 花王 「ソフィーナ」（1996年）
- マンパワージャパン（1996年）
- チョーヤ梅酒 「さらりとした梅酒」（1996年 - 2000年）
- ロッテ 「ミントブルー」（1997年）
- サンゲツ
- ユーキャン（2003年）
- ノッツェ 結婚情報センター（2003年）
- たかの友梨ビューティクリニック 「ぼくのvanilla編」（2004年）
- 丸井 イメージキャラクター（2004年 - ）
- トヨタ自動車 「アリオン」（2004年 - ）
- ハウス食品
  - 「完熟トマトのハヤシライスソース」（2004年 - 2011年4月）
  - 「ウコンの力・ニンニクの力」（2005年）
  - 「ザ・カリー」（2010年 - ）
  - 「まぜてマジック」（2014年）
  - 特定原材料7品目不使用食品「お客様のうれしい声篇」（2018年）
- ライオン 「プライム」（2004年 - ）
- アテニア化粧品
- Dr.&BIOCHEMISTS（2007年 - ）
- デル
- 新築分譲マンション 「サウスオールシティ」（大阪府堺市、2007年9月 - ）
- フロリダ州政府柑橘局 「フロリダ産グレープフルーツ大使」（2007年11月 - ）
- ソニー・ミュージックアソシエイテッドレコーズTUBE 「蛍」（2008年4月）
- ワーナーミュージック・ジャパン 「Lovely! Pop&Cute Dance Trax」（2008年7月）
- フィールズ株式会社「CR清水の次郎長〜命の絆〜」（2009年）
- キリンビール 「キリンラガービール」（2010年）
- ノッツェ 結婚情報センター、ノッツェネオ（2010年）
- 新日本製薬 「ラフィネ」「ラフィノア」（2011年）
- SBIモーゲージ（2013年）
- グラクソ・スミスクライン 「シュミテクト 歯周病ケア」（2013年）
- アサヒフードアンドヘルスケア 「パーフェクトアスタコラーゲン」（2016年）
- 大鵬薬品工業「バップフォーレディ」『薬局で話そう』篇（2021年12月4日- ）[38]
- 日産自動車 ARIYA（2022年、WebCM）[39]
- 日本シグマックス MEDIAID（2025年）[40]

### スチール
- 総務省・日本行政書士会連合会（2007年9月1日 - 2008年8月31日）[41]
- 警視庁「暴力団追放ホットライン」（2022年 - ）[42]

### PV
- 斉藤和義「真夜中のプール」（2004年） - 初回盤ビデオクリップ 主演
- TUBE「蛍」

### イベント
- 2005年 阪神タイガースホームゲーム開幕試合（4月1日、大阪ドーム、ヤクルトスワローズ戦）における始球式来賓

## 書籍

### 新聞連載
- 朝日新聞 「黒谷友香 ことのは日記」(毎週水曜夕刊、コラム連載 2007年4月4日 - 6月27日)
- 毎日新聞・毎日jp コラム〜私の庭〜

### 雑誌連載
- TOKYO HEADLINE〜友香の素〜
- 幻冬舎Webマガジン 「友香の読書日記」
- 大人の女性のためのトラベルウェブマガジン『旅色』兵庫特集（2008年 - ）